# Карін Віар
Карі́н Віа́р (фр. Karin Viard; нар. 24 січня 1966, Руан, Франція) — французька акторка театру, кіно і телебачення, сценаристка. Дворазова лауреатка премії «Сезар» та ще 6 інших кінематографічних нагород, член журі Каннського кінофестивалю у 2003 році, кавалер ордена «За заслуги».

## Біографія
Народилася 24 січня 1966 року в Руані, Франція. Жила там до повноліття з бабусею і дідусем. Батько — директор нафтової платформи.
Закінчила Ліцей П'єра Корнеля та Руанську Консерваторію. У 17 років переїхала до Парижа, де активно почала зніматися в кіно. Одружилася з кінооператором, народила до Маргарет (1998) та Сімон (2000). 
У 1986 році дебютувала у кіно в двох короткометражних фільмах, у 1989 році з'явилася в одному епізоді серіалу «Розслідування комісара Мегре», з 1990 року знімається в повнометражних фільмах, втім, «в її фільмографії не так багато повнометражних картин — акторка воліє „відпочивати“ від великого кіно у камерних театральних залах і короткометражках, до роботи в яких вона ставиться з не меншою серйозністю».

## Вибіркова фільмографія

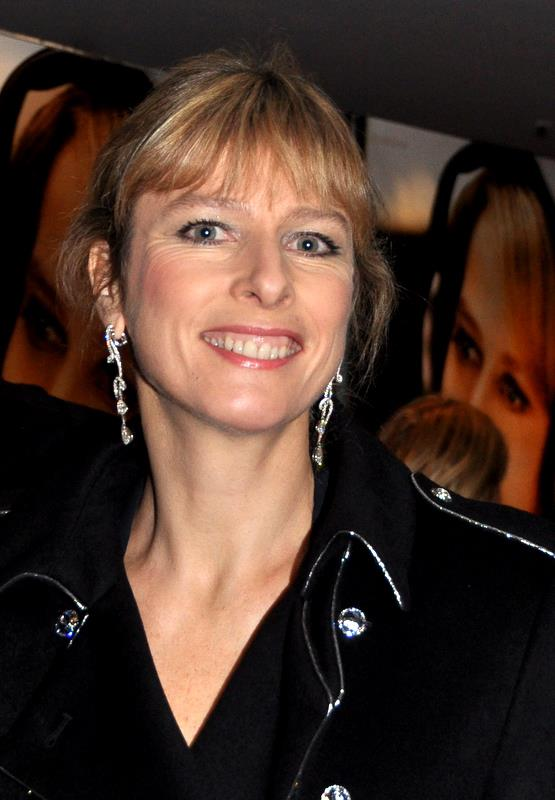
На прем'єрі фільму «Розкажіть про себе», 11 січня 2012

| Рік  |   | Українська назва                | Оригінальна назва                   | Роль                    |
| ---- | - | ------------------------------- | ----------------------------------- | ----------------------- |
| 1989 | ф | Розслідування комісара Мегре    | Les Enquêtes du commissaire Maigret | Селін (в одном епізоді) |
| 1990 | ф | Тіточка Даниэль                 | Tatie Danielle                      | Агата                   |
| 1991 | ф | Делікатеси                      | Delicatessen                        | мадемуазель Плюсс       |
| 1992 | ф | Макс і Джеремі                  | Max et Jérémie                      | дівчина                 |
| 1993 | ф | Плисти по-індіанському          | La Nage indienne                    | Клара                   |
| 1994 | ф | Улюблений син                   | Le fils préféré                     | Мартіна                 |
| 1995 | ф | Техніка подружньої зради        | Adultère (mode d'emploi)            | Фаб'єн Кортежфанф       |
| 1995 | ф | Ненависть                       | La Haine                            | дівчина                 |
| 1997 | ф | Мандрівники                     | Les Randonneurs                     | Коралі                  |
| 1999 | ф | Будь хоробрим!                  | Haut les cœurs !                    | Емма                    |
| 1999 | ф | Нова Єва                        | La Nouvelle Ève                     | Каміль                  |
| 1999 | ф | Діти століття                   | Les Enfants du siècle               | Марі Дорваль            |
| 2000 | ф | Час сексуального звільнення     | La Parenthèse enchantée             | Єва                     |
| 2001 | ф | Дитяча гра                      | Un jeu d’enfants                    | Маріанна Фовель         |
| 2001 | ф | Королеви на один день           | Reines d'un jour                    | Гортензія Лассаль       |
| 2001 | ф | Тайм-аут                        | L’Emploi du temps                   | Мюріель                 |
| 2002 | ф | Цілуй кого хочеш                | Embrassez qui vous voudrez          | Веронік                 |
| 2003 | ф | Бутик                           | France Boutique                     | Франс Местраль          |
| 2004 | ф | Екс-жінка мого життя            | L’Ex-femme de ma vie                | Ніна                    |
| 2004 | ф | Роль її життя                   | Le Rôle de sa vie                   | Клкр Роше               |
| 2005 | ф | Пекло                           | L’Enfer                             | Селін                   |
| 2005 | ф | Гільйотина                      | Le Couperet                         | Марлен Дав'є            |
| 2006 | ф | Честолюбці                      | Les Ambitieux                       | Джудіт Зан              |
| 2007 | ф | Майже правда                    | La Vérité ou presque                | Анна                    |
| 2008 | ф | Париж                           | Paris                               | булочниця               |
| 2008 | ф | Мандрівники 2                   | Les Randonneurs à Saint-Tropez      | Коралі                  |
| 2009 | ф | Бал актрис                      | Le Bal des actrices                 | камео                   |
| 2009 | ф | Останній романтик планети Земля | Les Derniers Jours du monde         | Хлоя                    |
| 2010 | ф | Відчайдушна домогосподарка      | Potiche                             | Надеж Дюмолін           |
| 2010 | ф | Митниця дає добро               | Rien à déclarer                     | Ірен Жанус              |
| 2011 | ф | Канікули на морі                | Le Skylab                           | Альбертіна (доросла)    |
| 2011 | ф | Моя частина пирога              | Ma part du gâteau                   | Франс                   |
| 2011 | ф | Паліція                         | Polisse                             | Надин                   |
| 2012 | ф | Розкажіть про себе              | Parlez-moi de vous                  | Клэр Мартин / Меліна    |
| 2013 | ф | Кохання у квадраті              | Des gens qui s'embrassent           |                         |
| 2013 | ф | Лулу, гола жінка                | Lulu, femme nue                     | Лулу                    |
| 2013 | ф | Любов — це ідеальний злочин     | L'amour est un crime parfait        |                         |
| 2014 | ф | Сім'я Бельє                     | La famille Bélier                   | Жіжі Бельє              |
| 2015 | ф | 21 ніч з Патті                  | 21 nuits avec Pattie                | Патті                   |
| 2016 | ф | Матусин синок                   | Lolo                                | Аріан                   |
| 2017 | ф | Заздрісниця                     | Jalouse                             | Наталі Пешу             |
| 2018 | ф | Лоскоти                         | Les Chatouilles                     | Мадо Ле Надан           |
| 2021 | ф | Фантазії                        | Les Fantasmes                       | Лілі                    |

## Нагороди і номінації
| Рік                                                 | Категорія                               | Номінант                        | Результат |
| --------------------------------------------------- | --------------------------------------- | ------------------------------- | --------- |
| Міжнародний фестиваль франкомовних фільмів у Намюрі |                                         |                                 |           |
| 1995                                                | Приз Золотий Баяр найкращій акторці     | Техніка подружньої зради        | Номінація |
| Премія «Сезар»                                      |                                         |                                 |           |
| 1994                                                | Найперспективніша акторка               | Плисти по-індіанському          | Номінація |
| 1996                                                | Найкраща жіноча роль другого плану      | Мандрівники                     | Номінація |
| 2000                                                | Найкраща жіноча роль                    | Будь хоробрим!                  | Перемога  |
| 2003                                                | Найкраща акторка другого плану          | Цілуй кого хочеш                | Перемога  |
| 2005                                                | Найкраща жіноча роль                    | Роль її життя                   | Номінація |
| 2009                                                | Найкраща акторка другого плану          | Париж                           | Номінація |
| 2011                                                | Найкраща акторка другого плану          | Відчайдушна домогосподарка      | Номінація |
| 2012                                                | Найкраща жіноча роль                    | Паліція                         | Номінація |
| 2015                                                | Найкраща жіноча роль                    | Сім'я Бельє                     | Номінація |
| 2016                                                | Найкраща акторка другого плану          | 21 ніч з Патті                  | Номінація |
| 2018                                                | Найкраща жіноча роль                    | Заздрісниця                     | Номінація |
| 2019                                                | Найкраща акторка другого плану          | Лоскоти                         | Перемога  |
| Премія «Люм'єр»                                     |                                         |                                 |           |
| 2000                                                | Найкраща акторка                        | Будь хоробрим!                  | Перемога  |
| 2012                                                | Найкраща акторка (разом з Мариною Фоїс) | Паліція                         | Номінація |
| 2015                                                | Найкраща акторка                        | Сім'я Бельє та Лулу, гола жінка | Перемога  |
| 2018                                                | Найкраща акторка                        | Заздрісниця                     | Номінація |
| Кінофестиваль малобюджетних фільмів (Нью-Йорк, США) |                                         |                                 |           |
| 2000                                                | Найкраща акторка                        | Нова Єва                        | Перемога  |
| Монреальський кінофестиваль                         |                                         |                                 |           |
| 2004                                                | Найкраща акторка                        | Роль її життя                   | Перемога  |
| Кришталевий глобус                                  |                                         |                                 |           |
| 2012                                                | Найкраща акторка                        | Паліція (разом з Мариною Фоїс)  | Перемога  |
| 2018                                                | Найкраща акторка                        | Заздрісниця                     | Перемога  |
| 2019                                                | Найкраща акторка                        | Лоскоти                         | Перемога  |